# Liste der Baudenkmäler in Pfeffenhausen
Auf dieser Seite sind die Baudenkmäler in dem niederbayerischen Markt Pfeffenhausen zusammengestellt. Diese Tabelle ist eine Teilliste der Liste der Baudenkmäler in Bayern. Grundlage ist die Bayerische Denkmalliste, die auf Basis des Bayerischen Denkmalschutzgesetzes vom 1. Oktober 1973 erstmals erstellt wurde und seither durch das Bayerische Landesamt für Denkmalpflege geführt wird. Die folgenden Angaben ersetzen nicht die rechtsverbindliche Auskunft der Denkmalschutzbehörde.

## Ensembles

### Ensemble Marktplatz

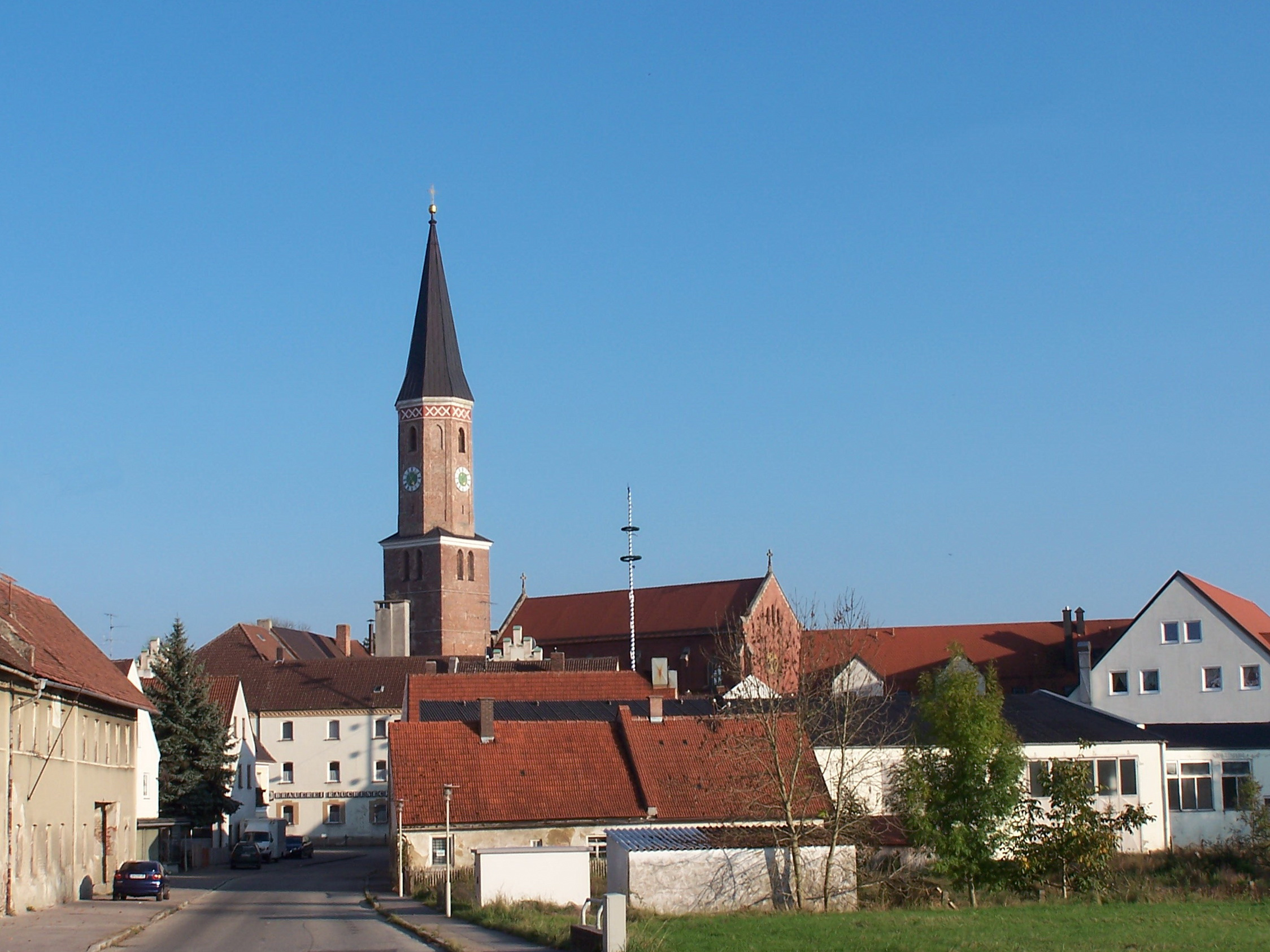

Das Ensemble umfasst den unteren und oberen Marktplatz des am Talrand der großen Laaber gelegenen Marktortes Pfeffenhausen. Der Ort wurde wohl im 13. Jahrhundert zum Markt erhoben und war Sitz eines herzoglichen Unteramts; die ringförmige Siedlung war ehemals befestigt.
Die beiden Marktplatz-Abschnitte folgen in ihrer Ausdehnung den Richtungen der alten Durchgangsstraßen von Moosburg, Rottenburg und Landshut, die sich bei dem kleinen Rathaus treffen.
Der untere Markt ist von ungefähr rechteckiger Form und wird durch den Giebelbau des Rathauses abgeschlossen. Teilweise sehr alte, im 19. Jahrhundert meist erneuerte oder ausgebaute Brauereigasthöfe und Wohn- und Geschäftshäuser, meist des 19. Jahrhunderts, bilden die Platzwände. Es handelt sich überwiegend um verputzte Giebelhäuser.
Der obere Markt, der von dem barocken Postgasthof Bahnhofstraße 11 und dem Brauereigebäude Gabelsbergerstraße 2 beherrscht wird, mündet trichterförmig in den unteren Markt ein und erfährt durch eine Kleinhäuser-Reihe in seinem mittleren Abschnitt eine das Platzbild akzentuierende Einschnürung.
Aktennummer: E-2-74-172-1

## Baudenkmäler nach Ortsteilen

### Pfeffenhausen
| Lage                                 | Objekt                                              | Beschreibung | Akten-Nr.     | Bild                        |
| ------------------------------------ | --------------------------------------------------- | --- | ------------- | --------------------------- |
| Bahnhofstraße 11 (Standort)          | Gasthof Post                                        | zweigeschossiger Satteldachbau mit Anbau, zweite Hälfte 17. Jahrhundert und nach 1779; großer Hof mit westlichem Brauereigebäude, massiver Satteldachbau, und östlichem Brauereigebäude, Blankziegelbau mit Satteldach, 19. Jahrhundert; Tordurchfahrt, 19. Jahrhundert. | D-2-74-172-4  | Gasthof Post                |
| Bahnhofstraße 13 (Standort)          | Wohn- und Geschäftshaus                             | zweigeschossiger Satteldachbau mit weitem Dachvorstand, erste Hälfte 19. Jahrhundert, Ladeneinbau Ende 19. Jahrhundert. | D-2-74-172-5  | Wohn- und Geschäftshaus     |
| Bahnhofstraße 17 (Standort)          | Schweifgiebelfassade                                | des Wohnhauses, in neubarocken Formen, bezeichnet 1898. | D-2-74-172-6  | Schweifgiebelfassade        |
| Bahnhofstraße 24/26 (Standort)       | Doppelhaus                                          | eingeschossiger traufständiger Satteldachbau mit Segmentbogenfenstern, Mitte 19. Jahrhundert. | D-2-74-172-7  | BW                          |
| Bahnhofstraße 28 (Standort)          | Kleines Wohnhaus                                    | traufständiger erdgeschossiger Steildachbau, 18. Jahrhundert; mit Nr. 24/26 verbunden. | D-2-74-172-8  | Kleines Wohnhaus            |
| Gabelsbergerstraße 2 (Standort)      | Brauereigasthof Brunnerbräu                         | großer zweigeschossiger Steildachbau mit Halbgeschoss, Fassadengliederung durch Putzbänder und -friese, 1864; Rückgebäude, Blankziegelbau mit Steildach, wohl gleichzeitig; rückwärtig anschließende Ziegelmauer, teilweise wohl mit erhaltenen Fragmenten eines weiteren Rückgebäudes, gleichzeitig.                                                                                                | D-2-74-172-9  | Brauereigasthof Brunnerbräu |
| Hauptstatt (Standort)                | Sühnekreuz                                          | Sogenannter Galgenstein, Sühnekreuz aus Kalkstein, 1731. | D-2-74-172-11 | BW                          |
| Kirchplatz 16 (Standort)             | Katholische Pfarrkirche St. Martin und Kruzifix     | neugotische Basilika, Blankziegelbau, nach Planung des königlichen Baumamtmanns Anton Völkl, 1885–87, Turmuntergeschoss vom spätgotischen Vorgängerbau des 15. Jahrhunderts übernommen, Gliederung durch Strebepfeiler, Fries und Sockel, nördlich Chorflankenturm mit Geschossgliederung, achteckigem Aufsatz und Spitzhelm; mit Ausstattung; im ehemaligen Friedhof Kruzifix des 16. Jahrhunderts. | D-2-74-172-12 | weitere Bilder              |
| Kirchplatz 15 (Standort)             | Pfarrhof                                            | barocker zweigeschossiger Walmdachbau, wohl zweite Hälfte 17. Jahrhundert. | D-2-74-172-13 | Pfarrhof                    |
| Landshuter Straße 7 (Standort)       | Katholische Wallfahrtskirche zu Unserer Lieben Frau | Saalkirche mit eingezogenem Chor, nach Westen gerichteter Rokokobau, errichtet durch den Pfeffenhausener Maurermeister Hans Widtmann, 1734–37, Gliederung durch Lisenen und Putzbänder, an der Ostseite des Langhauses offene Vorhalle mit Arkaden, nördlich Chorflankenturm mit quadratischem Unterbau, Achteckaufsatz und glockenförmiger Haube; mit Ausstattung.                                  | D-2-74-172-15 | weitere Bilder              |
| Landshuter Straße 5 (Standort)       | Klause und Mesnerhaus                               | eingeschossiger Walmdachbau mit Holzveranda, 1924. | D-2-74-172-16 | BW                          |
| Landshuter Straße 3, 5, 7 (Standort) | Kreuzweg                                            | vierzehn Stationen, 1852, mit Treppenanlage und Kruzifix am Abschluss. | D-2-74-172-17 | BW                          |
| Nähe Landshuter Straße (Standort)    | Friedhofs-Anlage                                    | Anlage von 1883; Ummauerung, Ziegelstein, gleichzeitig. | D-2-74-172-18 | Friedhofs-Anlage            |
| Marktplatz 3 (Standort)              | Rathaus                                             | zweigeschossiger und traufseitiger Bau mit Treppengiebeln, Dachreiter mit Zwiebelhaube, 1867/68, im Kern älter; Seitenflügel 1891. | D-2-74-172-19 | weitere Bilder              |
| Marktplatz 4 (Standort)              | Brauereigasthof                                     | zwei dreigeschossige Treppengiebelbauten mit Zwischentrakt, mit neugotischen Zierelementen, von 1865; anschließende Rückgebäude, Brauerei, zwei- bis dreigeschossige Ziegelbauten mit Satteldach, wohl um 1865. | D-2-74-172-20 | Brauereigasthof             |
| Marktplatz 13 (Standort)             | Gasthaus Sonne                                      | zweigeschossiger giebelständiger Steildachbau, 18. Jahrhundert. | D-2-74-172-21 | Gasthaus Sonne              |
| Moosburger Straße 7 (Standort)       | Sogenanntes Schloss                                 | ehemaliger Sitz des Amtmanns, zweigeschossiger und giebelständiger Satteldachbau mit Erker, Eckrustizierung und Putzgliederung, Mitte 16. Jahrhundert. | D-2-74-172-25 | Sogenanntes Schloss         |
| Rottenburger Straße 4 (Standort)     | Wohn- und Geschäftshaus                             | zweigeschossiger Satteldachbau mit Volutengiebel und Putzgliederungen im Stil der Neurenaissance, von 1901. | D-2-74-172-27 | Wohn- und Geschäftshaus     |
| Rottenburger Straße 5 (Standort)     | Wohnhaus                                            | zweigeschossiger Walmdachbau, 18. Jahrhundert. | D-2-74-172-28 | Wohnhaus                    |
| Rottenburger Straße 18 (Standort)    | Bauernhaus                                          | zweigeschossiger Satteldachbau mit verputztem Blockbau-Obergeschoss, 18. Jahrhundert. | D-2-74-172-29 | Bauernhaus                  |

### Baldershausen
| Lage                  | Objekt                                      | Beschreibung | Akten-Nr.     | Bild           |
| --------------------- | ------------------------------------------- | --- | ------------- | -------------- |
| Haus Nr. 5 (Standort) | Katholische Filialkirche St. Johannes d. T. | Saalkirche mit eingezogenem Chor, Turm und Chor spätgotisch, um 1447, Langhaus von 1764, Gliederung durch Dreieckslisenen und Dachfries am Chor, nordseitig Chorflankenturm mit Geschossgliederung und Spitzhelm; mit Ausstattung. | D-2-74-172-30 | weitere Bilder |

### Ebenhausen
| Lage                  | Objekt                              | Beschreibung | Akten-Nr.     | Bild                                |
| --------------------- | ----------------------------------- | --- | ------------- | ----------------------------------- |
| Haus Nr. 7 (Standort) | Katholische Filialkirche St. Ulrich | Saalkirche mit eingezogenem Chor, spätgotischer Backsteinbau des 15. Jahrhunderts, Gliederung durch Sockel und Kaffsims, westlich Dachreiter mit Spitzhelm; mit Ausstattung. | D-2-74-172-31 | Katholische Filialkirche St. Ulrich |

### Egg
| Lage                                                                           | Objekt                 | Beschreibung                                           | Akten-Nr.     | Bild           |
| ------------------------------------------------------------------------------ | ---------------------- | ------------------------------------------------------ | ------------- | -------------- |
| Jägerfeld, Am westlichen Ortsrand an der Abzweigung nach Stollnried (Standort) | Kapelle                | kleiner massiver Satteldachbau, Mitte 19. Jahrhundert. | D-2-74-172-32 | weitere Bilder |
| Jägerfeld, 600 Meter westlich im Feld (Standort)                               | Wegkapelle St. Jakobus | kleiner massiver Satteldachbau, von 1850.              | D-2-74-172-33 | weitere Bilder |

### Egglhausen
| Lage                   | Objekt                                | Beschreibung | Akten-Nr.     | Bild           |
| ---------------------- | ------------------------------------- | --- | ------------- | -------------- |
| Haus Nr. 16 (Standort) | Katholische Filialkirche St. Nikolaus | Saalkirche mit eingezogenem Chor, spätgotischer Backsteinbau des 15. Jahrhunderts, Gliederung am Langhaus durch Streben aus jüngerer Zeit, nördlich Chorflankenturm mit Achteckaufsatz und Spitzhelm; mit Ausstattung. | D-2-74-172-34 | weitere Bilder |

### Eichstätt
| Lage                        | Objekt                               | Beschreibung | Akten-Nr.     | Bild                                |
| --------------------------- | ------------------------------------ | --- | ------------- | ----------------------------------- |
| Eichstätt 18 1/2 (Standort) | Katholische Filialkirche St. Blasius | Saalkirche mit eingezogenem Chor, spätgotischer Backsteinbau der zweiten Hälfte des 15. Jahrhunderts. Gliederung durch Dreieckslisenen am Chor und Dachfries, nördlich Chorflankenturm mit Geschossgliederung, achtseitigem Aufsatz und Spitzhelm; mit Ausstattung. | D-2-74-172-35 | weitere Bilder                      |
| Haus Nr. 18 (Standort)      | Ehemaliger Amtshof mit Nebengebäude  | Hauptbau der Dreiseitanlage, Wohngebäude, zweigeschossiger massiver Walmdachbau mit Kugelfries am Traufgesims, zweiten Hälfte 17. Jahrhundert; Nebengebäude, zweigeschossiger Backsteinbau mit Steildach, wohl 18. Jahrhundert.                                     | D-2-74-172-36 | Ehemaliger Amtshof mit Nebengebäude |

### Holzhausen
| Lage                                                                   | Objekt                | Beschreibung | Akten-Nr.     | Bild               |
| ---------------------------------------------------------------------- | --------------------- | --- | ------------- | ------------------ |
| Lohbachstraße 2 (Standort)                                             | Ehemaliger Amtshof    | Hauptbau der Dreiseitanlage, Wohngebäude, massiver zweigeschossiger Bau mit Steilsatteldach und Traufschrot, wohl 17. Jahrhundert. | D-2-74-172-37 | Ehemaliger Amtshof |
| Am Marktbach, nordöstlich von Holzhausen, östlich der B299. (Standort) | Ehemalige Feldkapelle | massiver Satteldachbau mit Putzgliederung, 18. Jahrhundert.                                                                        | D-2-74-172-38 | weitere Bilder     |

### Koppenwall
| Lage                   | Objekt                        | Beschreibung | Akten-Nr.     | Bild           |
| ---------------------- | ----------------------------- | --- | ------------- | -------------- |
| Haus Nr. 19 (Standort) | Filialkirche St. Bartholomäus | Saalkirche, spätgotische Anlage des ausgehenden 15. Jahrhunderts, mit umlaufendem Dachfries, südlich Chorflankenturm mit barockem Achteckaufsatz und Zwiebelkuppel; mit Ausstattung.                                                                  | D-2-74-172-39 | weitere Bilder |
| Haus Nr. 14 (Standort) | Filialkirche St. Korona       | Saalkirche mit eingezogenem Chor und Westturm, Backsteinbau der zweiten Hälfte des 15. Jahrhunderts, Turmoberbau barock, Gliederung durch Dreieckslisenen am Chor und Dachfries, Westturm mit achtseitigem Aufbau und Zwiebelkuppel; mit Ausstattung. | D-2-74-172-40 | weitere Bilder |

### Langenwies
| Lage                                                     | Objekt      | Beschreibung                                                                       | Akten-Nr.     | Bild           |
| -------------------------------------------------------- | ----------- | ---------------------------------------------------------------------------------- | ------------- | -------------- |
| östlich von Langenwies, ostwärts am Waldrand. (Standort) | Waldkapelle | Waldkapelle, kleiner Satteldachbau, erste Hälfte 19. Jahrhundert; mit Ausstattung. | D-2-74-172-41 | weitere Bilder |

### Ludmannsdorf
| Lage                   | Objekt                              | Beschreibung | Akten-Nr.     | Bild           |
| ---------------------- | ----------------------------------- | --- | ------------- | -------------- |
| Haus Nr. 17 (Standort) | Ehemalige Schmiede mit Nebengebäude | Wohnstallhaus, traufständiger Massivbau mit Greddach, 19. Jahrhundert; ehemalige Schmiede, eingeschossiger Greddachbau mit Flug-Kniestock, 1832. | D-2-74-172-42 | weitere Bilder |
| Haus Nr. 14 (Standort) | Ortskapelle                         | massiver Satteldachbau mit Dachreiter, Putz- und Lisenengliederung, neugotisch, um 1900; mit Ausstattung.                                        | D-2-74-172-43 | weitere Bilder |

### Niederhornbach
| Lage                     | Objekt                                 | Beschreibung | Akten-Nr.     | Bild                 |
| ------------------------ | -------------------------------------- | --- | ------------- | -------------------- |
| Kirchstraße 7 (Standort) | Katholische Pfarrkirche St. Laurentius | Saalkirche, Barockbau von 1694, mit Putzgliederung, nördlich Chorflankenturm mit Geschossgliederung und Spitzhelm; mit Ausstattung. (Der nicht eingezogene Chor hat zwei Joche und schließt mit drei Seiten eines Achtecks. Das Langhaus ist in drei Joche gegliedert. Der quadratische Turm mit Spitzhelm über vier Giebeln erhebt sich an der Nordseite des östlichen Langhausjochs.) | D-2-74-172-45 | weitere Bilder       |
| Kirchstraße 5 (Standort) | Schloss                                | Dreiflügelanlage über mittelalterlichem Kern, Wiederaufbau 1665; Hauptgebäude, zweigeschossiger Massivbau mit Satteldach und zwei Ecktürmen, Ostflügel mit Laubengang und Arkaden zum Hof. | D-2-74-172-46 | weitere Bilder       |
| Herrngasse 4 (Standort)  | Einfirsthof                            | eingeschossiger und teilweise getünchter Blockbau mit Greddach, Giebellaube und Kuchlkammer, Ende 17. Jahrhundert. | D-2-74-172-47 | Einfirsthof          |
| Herrngasse 5 (Standort)  | Ehemaliges Pfarrhaus                   | zweigeschossiger Blockbau mit Walm- und Halbwalmdach, zweiten Hälfte 17. Jahrhundert. | D-2-74-172-48 | Ehemaliges Pfarrhaus |
| Schloßweg 2 (Standort)   | Kleinhaus                              | eingeschossiges Gebäude mit Mansardwalmdach um 1800. | D-2-74-172-49 | Kleinhaus            |

### Oberhornbach
| Lage                  | Objekt                               | Beschreibung | Akten-Nr.     | Bild           |
| --------------------- | ------------------------------------ | --- | ------------- | -------------- |
| Haus Nr. 8 (Standort) | Katholische Filialkirche St. Stephan | spätgotische Anlage, Mitte 15. Jahrhundert, Langhaus barockisiert, nördlich Chorflankenturm mit Geschossgliederung, Spitzbogenblenden und Spitzhelm; mit Ausstattung. | D-2-74-172-50 | weitere Bilder |

### Oberlauterbach
| Lage                                                               | Objekt                                                    | Beschreibung | Akten-Nr.     | Bild           |
| ------------------------------------------------------------------ | --------------------------------------------------------- | --- | ------------- | -------------- |
| Schulgasse 1 (Standort)                                            | Katholische Kirche Unserer Lieben Frau, Kapelle und Mauer | Saalkirche, erbaut 1722, unter Verwendung älterer Langhausmauern, Gliederung durch Lisenen und Putzbänder, nordseitig Turm mit einfacher Geschossgliederung und Spitzhelm, mit Seitenkapelle, sogenannte Viehhausenkapelle, um 1587 errichtet; mit Ausstattung; Friedhofskapelle, massiver Satteldachbau, wohl um 1800; Friedhofsummauerung, Ziegelstein, 18./19. Jahrhundert. | D-2-74-172-51 | weitere Bilder |
| Hauptstraße 2 (Standort)                                           | Schlossanlage                                             | als Wasserschloss wohl bereits im 13. Jahrhundert existent, nach Zerstörung im Dreißigjährigen Krieg 1666 Neubau über älteren Grundmauern errichtet, unregelmäßige viergeschossige Viereckanlage um einen Arkadenhof, vier Rechteckerker mit achtseitigen Kuppeltürmchen; mit Hauskapelle, um 1740; mit Ausstattung; Schlossökonomie: Nordflügel, massiver Satteldachbau, 1769; Ostflügel, massiver Satteldachbau mit Tordurchfahrt, 1787/88; Westflügel, massiver Satteldachbau, im Kern zweiten Hälfte 18. Jahrhundert, wohl in der zweiten Hälfte des 19. Jahrhunderts erneuert; erhaltene Teile der Schlossparkanlage, wohl 19. Jahrhundert. | D-2-74-172-52 | weitere Bilder |
| Schlachtfeld, auf einer Anhöhe südöstlich über dem Dorf (Standort) | Feldkapelle                                               | sogenannten Pestkapelle, massiver Satteldachbau mit Pilastergliederung und Dachreiter, barock, im 19. Jahrhundert verändert; mit Ausstattung. | D-2-74-172-54 | weitere Bilder |

### Pfaffendorf
| Lage                   | Objekt                                             | Beschreibung | Akten-Nr.     | Bild                 |
| ---------------------- | -------------------------------------------------- | --- | ------------- | -------------------- |
| Haus Nr. 2 (Standort)  | Ehemaliger Bauernhof                               | Wohnhaus, zweigeschossiger, verputzter Ziegelbau mit Satteldach und Sohlbankgesimsen, an der Giebelfassade bezeichnet 1875, anschließend Stall, eingeschossiger Satteldachbau; Stadel, verputzter Ziegelbau mit Satteldach, letztes Viertel 19. Jahrhundert.                                       | D-2-74-172-80 | Ehemaliger Bauernhof |
| Haus Nr. 23 (Standort) | Katholische Pfarrkirche Mariä Opferung und Kapelle | Staffelhalle, spätgotischer Bau des 15. Jahrhunderts, 1718 barockisiert, 1739 südliches Seitenschiff, Sakristei und Westempore errichtet, nördlich Chorflankenturm mit Geschossgliederung und Spitzhelm; mit Ausstattung; Seelenkapelle, massiver Satteldachbau, 18. Jahrhundert; mit Ausstattung. | D-2-74-172-55 | weitere Bilder       |

### Rainertshausen
| Lage                                                           | Objekt                                         | Beschreibung | Akten-Nr.     | Bild           |
| -------------------------------------------------------------- | ---------------------------------------------- | --- | ------------- | -------------- |
| Kirchstraße 9 (Standort)                                       | Katholische Pfarrkirche St. Erhard mit Kapelle | Saalkirche, nach Süden ausgerichtete Anlage, im Kern Ende 13. Jahrhundert, barocker Ausbau Anfang 18. Jahrhundert nach Planung des Pfeffenhausener Maurermeisters Hans Widtmann, Turmerhöhung- und Oberbau 1767 von Georg Felix Hirschstötter, Gliederung durch Lisenen sowie abgesetzten Sockel und Bandfries, östlich Turm mit Geschossgliederung, barockem Aufsatz und geschweifter Haube; mit Ausstattung; Friedhofskapelle, massiver Bau mit Satteldach, 18. Jahrhundert; mit Ausstattung. | D-2-74-172-57 | weitere Bilder |
| Laaberweg 3 (Standort)                                         | Gasthaus                                       | zweigeschossiger Satteldachbau mit verputztem Blockbau-Obergeschoss, Ende 17. Jahrhundert. | D-2-74-172-60 | Gasthaus       |
| Am Laaberufer, westlich der Kirche, nähe Erhardiweg (Standort) | Kapelle                                        | Sogenannte Erhardsbrunnkapelle, massiver Satteldachbau, Dachreiter mit Kuppelhaube, bezeichnet 1835; mit Ausstattung. | D-2-74-172-61 | weitere Bilder |

### Tabakried
| Lage                   | Objekt                                 | Beschreibung                                                          | Akten-Nr.     | Bild                                   |
| ---------------------- | -------------------------------------- | --------------------------------------------------------------------- | ------------- | -------------------------------------- |
| Haus Nr. 10 (Standort) | Wohngebäude eines ehemaligen Hakenhofs | eingeschossiger Massivbau mit Greddach, erste Hälfte 19. Jahrhundert. | D-2-74-172-62 | Wohngebäude eines ehemaligen Hakenhofs |

## Ehemalige Baudenkmäler
In diesem Abschnitt sind Objekte aufgeführt, die früher einmal in der Denkmalliste eingetragen waren, jetzt aber nicht mehr. Objekte, die in anderem Zusammenhang also z. B. als Teil eines Baudenkmals weiter eingetragen sind, sollen hier nicht aufgeführt werden. Aktennummern in diesem Abschnitt sind ehemalige, jetzt nicht mehr gültige Aktennummern.

| Lage                                  | Objekt                      | Beschreibung                                                                                  | Akten-Nr.     | Bild                        |
| ------------------------------------- | --------------------------- | --------------------------------------------------------------------------------------------- | ------------- | --------------------------- |
| Pfeffenhausen Asamstraße 1 (Standort) | Wohngebäude eines Hakenhofs | eingeschossiger Steildachbau, zum Teil in Blockbau, mit Giebelschrot, Anfang 19. Jahrhundert. | D-2-74-172-1  | Wohngebäude eines Hakenhofs |
| Pfeffenhausen Marktplatz 3 (Standort) | Zwei Hausfiguren            | 19. Jahrhundert; am Wohnhaus.                                                                 | D-2-74-172-3  | BW                          |
| Mantlach Mantlach 56 (Standort)       | Wohnhaus eines Dreiseithofs | erdgeschossiger Blockbau, getüncht, 18. Jahrhundert.                                          | D-2-74-172-44 | BW                          |
| Pfaffendorf Pfaffendorf 14 (Standort) | Hakenhof                    | Wohnteil getünchter Blockbau mit Greddach und Kuchlkammer, erste Hälfte 18. Jahrhundert.      | D-2-74-172-56 | BW                          |
| Rainertshausen Kohlenstatt (Standort) | Bauernhaus                  | Erdgeschossiges Bauernhaus mit Greddach, erste Hälfte 19. Jahrhundert.                        | D-2-74-172-58 | BW                          |